# Orocué
Orocué è un comune della Colombia facente parte del dipartimento di Casanare.
L'abitato venne fondato da Antonio Liccioni nel 1858.